# Владимир Комаров
Владимир Михайлович Комаро́в е седмият съветски космонавт, инженер полковник, два пъти Герой на Съветския съюз, втория път посмъртно. Той е командир на първия космически екипаж без скафандри, първият командир на космически кораб с екипаж от трима души, първият човек, летял два пъти в космоса, първият космонавт, летял на два нови космически кораба („Восход 1“ и „Союз 1“) и първият човек, който загива по време на изпълнението на космическа мисия, на борда на „Союз 1“.

## Биография

### Ранен период
Владимир Михайлович Комаро́в е роден на 16 март 1927 г. в Москва, СССР в работническо семейство. Родителите му са Михаил Яковлевич Комаров (1901 – ?), участник във Великата Отечествена война, работил като портиер и Ксения Игнатьевна Сигалаева (1905 – 30.5.1949). Живеели са на улица „3-та Мещанская“. В същата къща живеел известният академик Борис Николаевич Юриев, изобретател на хеликоптера и ученик на Жуковски. Владимир го е срещнал случайно и очевидно именно от това познанство в душата му възникнала мечтата за небето. Той изстрелвал хвърчила от покрива и гледал летящите самолети. През 1935 – 1943 г. учи в училище № 235 (сега – № 2107), след което постъпва в 1-во Московско специално военновъздушно училище, което завършва през юли 1945 г. На 18 юли 1945 г. става кадет в Сасовската авиационна школа за начално обучение, а от септември същата година е курсант в Борисоглебското военно авиационно училище за пилоти „Валерий Чкалов“.
През юли 1946 г. е преместен в Батайското военно авиационно училище „А. К. Серов“, което завършва през 1949 г.

### Летец пилот
На 10.12.1949 г. е произведен в първо офицерско звание „лейтенант“ и започва да служи като пилот изтребител в 382-ри изтребителен авиационен полк от 42-ра изтребителна авиационна дивизия на ВВС в Северно-Кавказкия Военен окръг, базиран в Грозни (на 28 ноември 1951 г. е назначен на длъжност „старши пилот“). Там се запознава с учителката Валентина Яковлевна Кисельова (2.9.1929 – 25.8.1995), историк филолог и библиотекар, която скоро става негова съпруга. Имат 2 деца: Евгени (р. 21.7.1951 г.) и Ирина (р. 10.12.1958 г. – майор, военнослужаща от запаса).
Член е на КПСС от 1952 г.
На 27 октомври 1952 г. той е преместен в Мукачево, Закарпатска област, на длъжност „старши пилот“ в 486-и изтребителен авиационен полк от 279-а изтребителна авиационна дивизия на 57-а въздушна армия, където служи до август 1954 г.
През август 1954 г. постъпва и през 1959 г. успешно завършва 1-ви факултет (самолетно въоръжение) на Военновъздушна инженерна академия „Н. Е. Жуковски“. На 3 септември 1959 г. е произведен в офицерско звание „инженер-капитан“ и е назначен в Държавния червенознаменен научноизследователски институт на ВВС, където на длъжност „помощник на главния инженер и изпитател“ от 3-то отделение на 5-и отдел се занимава с тестване на нови модели авиационни технологии. Именно тук, в ГКНИИ на ВВС, комисията за подбор на първите космонавти му предлага нова секретна тестова работа.

### Летец космонавт
Избран е за космонавт през 1960 г. в първата група космонавти. Той не е включен в първите шест, въпреки висшето инженерно образование, с което не можели да се похвалят много космонавти от първия отряд. Дубльор е на капитана на кораба „Восток 4“ Павел Попович. На 11 януари 1964 г. е произведен в звание „инженер-подполковник“. Първият му полет в космоса е на „Восход 1“ на 12 – 13 април 1964 г. като командир на първия космически кораб от серията „Восход 1“ и първия космически екипаж в света с бордови инженер и лекар. Владимир Комаров е удостоен с най-високото държавно отличие: „Герой на Съветския съюз“ и орден Ленин.
На 23 април 1967 г. започва втория си полет, като излита сам със „Союз 1“ – първия космически кораб от серията „Союз“. След множество аварии в новия кораб се променя програмата на полета му, отлага се предвидения за следващия ден полет на „Союз 2“ и се налага да извърши принудително кацане. На 24 април 1967 г. при приземяването отказва парашутната система на спускаемия апарат, която не е изработена по всички изисквания. Основният парашут не се разтваря, а резервният се заплита в него и само частично намалява скоростта. Спускаемият апарат на кораба се разбива в земята със скорост 40 – 50 m/s (144 – 180 km/h), при което космонавтът загива. Полетът продължава 1 денонощие, 2 часа, 47 минути и 52 секунди.
Точно преди удара, тогавашният министър-председател Алексей Косигин казва на Комаров, че държавата се гордее с него. Впоследствие се появява информация за прехванати съобщения от Истанбул между Комаров и контролния център, според които Комаров „проклел“ конструкторите на космическия кораб заради многото аварии по време на полета, при които той става почти неуправляем. Сред шума можело да се различат малка част от думите, но конкретно думата „убит“ била ясна, което би могло да се тълкува като упрек от страна на Комаров към инженерите. По това време, 3:12 – 3:17 ч. Союз 1 прелита над Румъния, Украйна и Русия и е в зоната на радиохоризонта на къси вълни от Истанбул. При удара е имало експлозия и интензивен огън, който е обхванал капсулата. Повредени са резервоари с водороден прекис, който като силен окислител влошава пожара и пристигналият спасителен екип не успява да го загаси. Спускаемия апарат и тялото на космонавта изгарят. Когато най-после пожарът приключва, спасителите успяват да прекопаят развалините, за да открият останките от тялото на Комаров, приковани в централната седалка. Един от спасителите, офицерът Николай Петрович Каманин пише в дневника си:

След един час разкопки открихме тялото на Комаров сред останките на кораба. Отначало беше трудно да се разбере къде е главата, къде са ръцете и краката. Очевидно Комаров е загинал, когато корабът се е ударил в земята, а огънят е превърнал тялото му в малка овъглена бучка с размери 30 на 80 сантиметра.

## Почести
Владимир Комаров е двукратен Герой на Съветския съюз. Награден е и с ордена „Ленин“ (2 пъти) и орден „Червена звезда“. Останките му са погребани в стената на Московския кремъл.
На негово име са наречени:
- Астероидът 1836 Комаров, открит през 1971 г.
- Кратерът Комаров на Луната.
- Планината Комаров в Антарктида на Земята на Мак Робъртсън (координати: 70° 49′ ю.ш., 66° 19′ и.д. HGЯO), проучена и маркирана на картата от Съветската антарктическа експедиция през 1972 – 1973 г.
- Средно училище във Велико Търново, средно училище № 2107 в Москва, в което е учил Комаров,[1] физико-математическо училище № 199 в Тбилиси, средно училище на територията на Звездното градче, средно училище в затворения град Комаровски, средно училище № 91 (днес лингвистична гимназия № 91) в Уфа и други. Средно училище № 6 в град Сухуми в Абхазия носи името на В. М. Комаров; бюстът му е монтиран в двора на училището.
- Оздравителните комплекси „В.М.Комаров“ на Арабатска стрелка и в Санато́рное в Крим, в Ташкентска област (Узбекистан), лагерът „Лазурен“ на Международния детски център „Артек“ носи името на Комаров
- Населени места, по-специално затворен град Комаровски, Оренбургска област
- Булеварди, улици и площади в над 70 населени места в Русия, Украйна, Казахстан и др.
- Улица Комаровштрассе (на немски Komarowstraße) в Лайпциг, Шверин и Цвикау; ъгъл на Владимир Комаров (на немски: Wladimir-Komarow-Eck) във Франкфурт на Одер.
- Една от улиците на комуна Венисие в метрополията в Лион през 1967 г. е кръстена на Владимир Комаров.
- Улица в Скопие, Северна Македония носи името на Владимир Комаров.

- Изследователски кораб „Космонавт Владимир Комаров“
- Американската пост-метъл група „Комаров“. Те именуват албума си „Союз-1“ (2010) на космическия кораб, на който космонавтът загива.
- През 2006 г. Берлинският симфоничен оркестър поръча произведения за тази програма от академични композитори от различни страни в рамките на проекта Ad astra. Австралийският композитор Дийн Брет е написал творбата „Падането на Комаров“, посветена на Владимир Комаров.
- Американските астронавти, които посещава Луната, оставят там възпоменателни медали, изобразяващи хора, отдали живота си на космическите изследвания – Владимир Комаров, Юрий Гагарин, Върджил Грисъм, Едуард Уайт и Роджър Чафи.[7]
- Увековечен е в скулптурната композиция „Падналият астронавт/космонавт“ – първата и засега единствената художествена инсталация на Луната. Представлява скулптурна композиция от фигура на паднал астронавт/космонавт пред паметната плочка с имената 14 загинали космонавти/астронавти, сред които е Комаров. Плочката е залепена в лунната почва от астронавтите Дейвид Скот и Джеймс Ъруин, кацнали на Луната с кораба „Аполо 15“.